# Perdita shinnersi
Perdita shinnersi är en biart som beskrevs av Timberlake 1956. Perdita shinnersi ingår i släktet Perdita och familjen grävbin. Inga underarter finns listade i Catalogue of Life.